# بگیرش، گردن‌کلفت!
بگیرش، گردن‌کلفت! (انگلیسی: Sic 'Em, Towser) یک فیلم کمدی صامت کوتاه به کارگردانی گیلبرت پرت است که در سال ۱۹۱۸ منتشر شد و امروزه یک فیلم گمشده محسوب می‌شود.

## بازیگران
- هارولد لوید
- اسناب پالرد
- ببه دنیلز
- سمی بروکس
- لایج کانلی
- هلن گیلمور
- گاس لئونارد
- جیمز پروت
- چارلز استیونسون
- دوروثیا والبرت